# Kristeller-Handgriff
Als Kristeller-Handgriff (Synonym: Kristeller-Manöver, kristellern) bezeichnet man eine Methode, mit der durch wehensynchronen Druck auf das Gebärmutterdach (Fundus uteri) in der Austreibungsphase die Geburt des Kindes beschleunigt werden soll bzw. kann. Der Handgriff darf erst bei den letzten Austreibungswehen bei sichtbarem kindlichen Kopf angewandt werden; unter Geburtshelfern und Hebammen wird er kritisch gesehen: Der Druck auf den Oberbauch wird von der Gebärenden oft als unangenehm empfunden und ist mit medizinischen Risiken versehen. 
Die Weltgesundheitsorganisation WHO empfiehlt die Anwendung des Kristeller-Handgriffes nicht: WHO-Experten äußerten ernsthafte Bedenken, da Mutter und Baby bei dieser Prozedur zu Schaden kommen können. Auf dem Kongress der Deutschen Gesellschaft für Gynäkologie und Geburtshilfe 2010 wurde wegen der signifikanten Risiken an mehreren Stellen vor dem Kristellern gewarnt: Da es noch wenig wissenschaftlich fundierte Erkenntnisse zur Prozedur gebe, erscheine die Maßnahme bei einer sich komplizierenden Geburt eher wie eine hektische Verzweiflungstat.
Die Methode ist nach dem Gynäkologen Samuel Kristeller (1820–1900) benannt, der sie 1867 beschrieb.

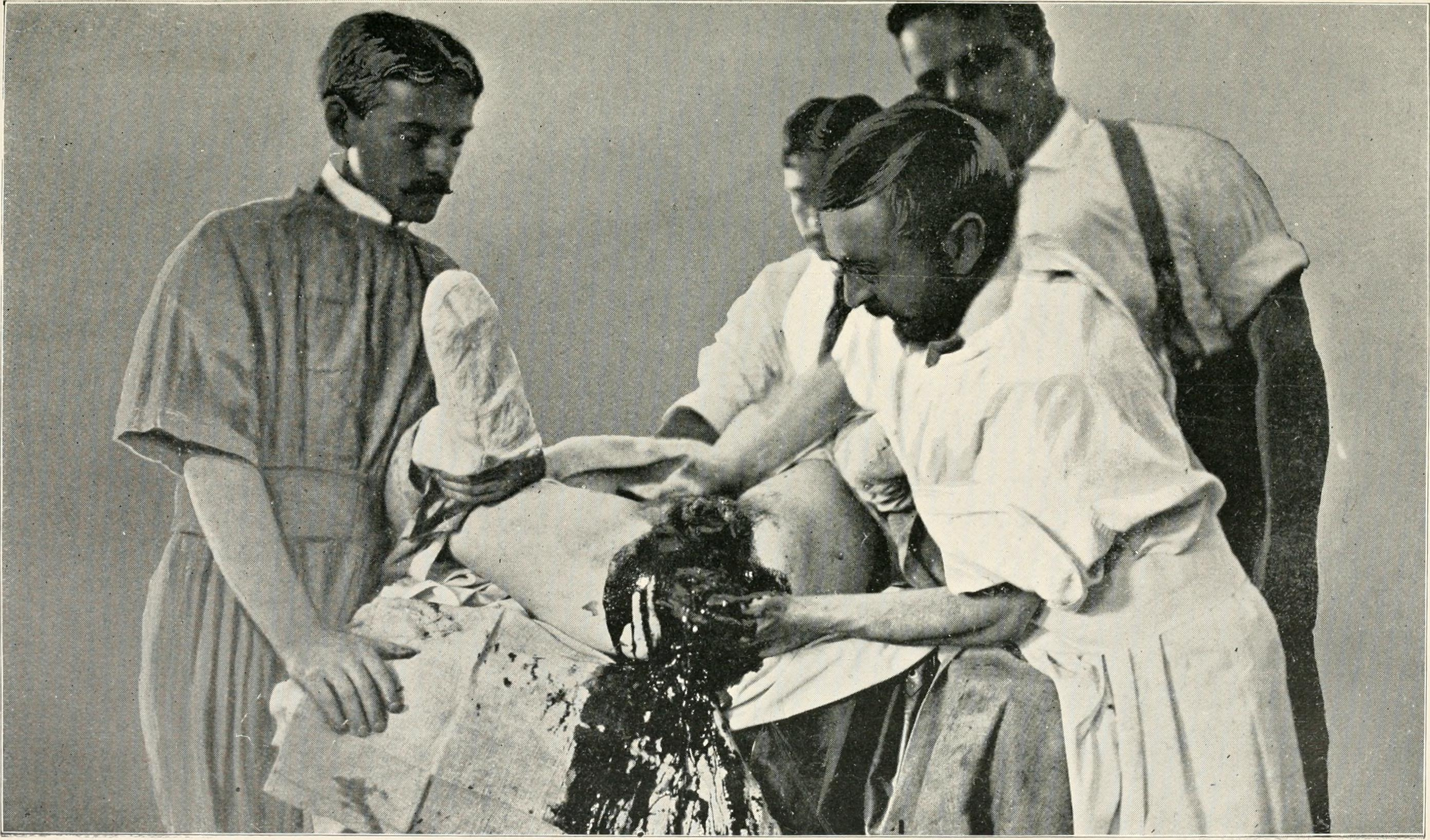
Ausüben eines suprapubischen Drucks (Kristeller-Handgriff; rechte Hand des Geburtshelfers) und Dammschutz; mit linker Hand

## Absolute Kontraindikationen
- Verkeilen der kindlichen Schulter hinter dem mütterlichen Schambein (Schulterdystokie, es besteht die Gefahr einer Läsion des Plexus brachialis)
- Nicht vollständig geöffneter Muttermund und/oder Kopf nicht mindestens Beckenboden/Beckenausgang

## Relative Kontraindikationen
- Fundusplazenta (Plazentalage im Fundus uteri)
- nicht ausreichende Wehentätigkeit
- früherer Kaiserschnitt
- Wehensturm, drohende Uterusruptur

## Komplikationen/Risiken
- Abriss des M. levator ani am Schambein (Levatoravulsion)
- Leberriss (Leberruptur)
- Brechen von mütterlichen Rippen (Rippenfrakturen)
- Ablösen des Mutterkuchens (vorzeitige Plazentalösung)
- Zerreißen der Gebärmutter (Uterusruptur)
- Auftreten von Damm- und Scheidenrissen
- Hirnschäden (beim Neugeborenen)
- Armlähmungen (beim Neugeborenen)

## Indikationen
- Auftreten einer Gefahrensituation für das ungeborene Kind (Hypoxie)
- Erleichterung des Pressens bei Erschöpfung der Mutter i. S. einer Verkürzung der späten Austreibungsperiode
- Kopfentwicklung im Rahmen des Bracht’schen Manövers bei Beckenendlage
- Erleichterung der Entbindung per Vakuumextraktion bzw. Zange
- Veränderter/verzögerter Geburtsverlauf unter Periduralanästhesie
- (auch bei nicht vollständigem Muttermund) zur Unterstützung anderer Maßnahmen wie bei Amniotomie, Anlegen eines internen Cardiotokogramms (CTG), Mikroblutuntersuchung und Kaiserschnitt.